# Jon Skolmen
 Jon Skolmen (født 1. november 1940, død 28. marts 2019) var en norsk skuespiller. 
Han er bedst kendt i Danmark for sin deltagelse Sällskapsresan og i  fire efterfølgere, hvor han spillede Ole Bramserud, den norske kammerat af hovedpersonen Stig Helmer-Olsson (den svenske skuespiller Lasse Åberg).

## Udvalgt filmografi
- 1980 – Sällskapsresan
- 1981 – Sølvmunn
- 1984 – ...men Olsenbanden var ikke død!
- 1985 – Sällskapsresan 2
- 1986 – Plastposen
- 1988 – S. O. S. Sällskapsresan 3
- 1991 – Selskapsgolferen
- 1993 – Hodet over vannet
- 1999 – Helsereisen – En smal film av stor vekt
- 2007 – 5 løgner
- 2009 – Göta kanal 3 – Kanalkungens hemlighet
- 2011 – UMEÅ4ever
- 2011 – The Stig-Helmer Story

### Fjernsyn
- 1976 – Rundkast om kringkasting
- 1978 – Julkalendern
- 1984 – Zvampen
- 1985 – Nöjesmassakern
- 1996 – Fortuna
- 1996–1997 – D'ække bare, bare Bernt ["Det er ikke enkelt, Bernt"]
- 1998 – Skolmenholmen
- 1999 – Jul i Blåfjell
- 2007 – Luftens Helter
- 2011 – Koselig med peis
- 2012 – Julekongen